# 토리노 왕궁

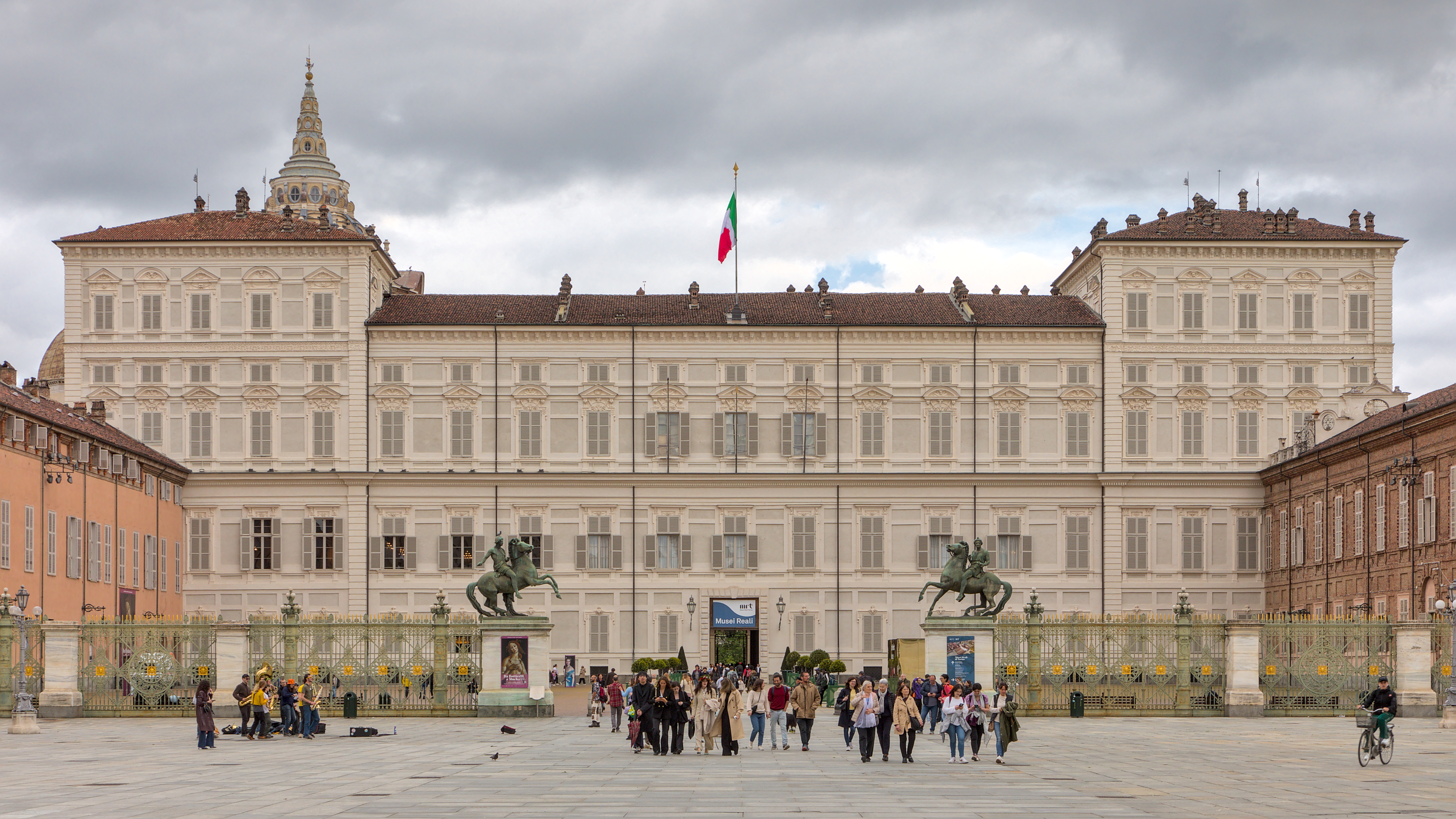

토리노 왕궁(이탈리아어: Palazzo Reale)은 북부 이탈리아의 토리노에 있는 사보이아 왕가의 궁전이다. 17세기 프랑스의 크리스틴 마리가 시집을 오게 되자 왕비를 위해 지은 궁전이다.
피에몬테 지방을 대표하는 토리노는 16~19세기 동안 사보이아 왕가의 수도였다. 귀족적인 양식을 그대로 담고 있으며 사보이아 왕가는 1645년 이후부터 머물렀다. 많은 방은 벽걸이 융단으로 되어 있으며 주변에는 중국과 일본식 꽃병이 많이 있다.
1765년 이곳에 다녀갔던 한 여행자가 쓴 글이다.
가구가 궁정의 아름다움과 완벽한 조화를 이룬다. 양초와 거울마저도 은으로 된 틀과 함께 그 풍미를 더하고 있다. 이러한 가구의 양식은 주변 이탈리아 건물에서도 자주 등장한다.